# Formannskapsdistrikt
A formannskapsdistrikt a helyi önkormányzat neve volt a norvég községek 1838. január 1-jével létrehozott rendszerében.
A formannskapsdistriktekről szóló törvényt a Storting fogadta el, XIV. Károly János király 1837. január 14-én írta alá.  A törvény az (1814-ben elfogadott) norvég alkotmány előírását teljesítette, amely szerint minden egyházközségben (norvégül prestegjeld) formannskapsdistriktet kell létrehozni. A Norvég Egyház helyi egységeiből így közigazgatási egységek jöttek létre (egyes egyházközségből 2-3 is). A vidéki területeknek adott önkormányzati jogkör jelentős politikai fejlemény volt.
Összesen 396 formannsskapsdistrikt született ekkor:
- 25 város: Arendal, Bergen, Bodø, Drammen, Fredrikstad, Grimstad, Halden, Holmestrand, Kongsberg, Kragerø, Kristiansand, Kristiansund, Larvik, Levanger, Lillehammer, Molde, Moss, Oslo, Porsgrunn, Risør, Skien, Stavanger, Tromsø, Trondheim, Tønsberg.
- Három város vidéki kerületekkel: Hammerfest, Vadsø, Vardø.
- Egy formannskapsdistrikt, amely két apró rakodóhelyből állt: Son és Hølen.
- Három vidéki formannskapsdistrikt függő rakodóhelyekkel: Bamble (Stathellével), Sokndal (Sogndalstranddal) és Vestby (Hvitstennel).
- Egy kikötő és tengerészeti bázis: Stavern.
- Egy vidéki kerület függő bányavárossal: Røros.
- 350 vidéki kerület: Aker, Alstahaug, Alta, Andebu, Aremark, Asker, Askim, Askvoll, Askøy, Audnedal (Undal), Aukra, Aure, Aurland, Aurskog, Austre Moland, Avaldsnes, Bakke (két községre osztva), Beitstad, Berg (Østfoldban), Berg (Tromsban), Bergen landdistrikt, Biri, Birkenes, Bjarkøy, Bjelland og Grindum, Bjerkreim, Bjørnør, Bodin, Bolsøy, Borge (Østfoldban), Borge (Nordlandban), Borgund, Borre, Botne, Brunlanes, Brønnøy, Bud, Buksnes, Bygland, Byneset, Bærum, Bø (Nordlandban), Bø (Telemarkban), Børsa, Davik, Drangedal, Dverberg, Dypvåg, Edøy, Eid (Hordaland megyében), Eid (Sogn og Fjordane megyében), Eidanger, Eide, Eidsberg, Eidsvoll, Eigersund, Eiker, Elverum, Enebakk, Etne, Evje og Vegusdal, Fana, Fet, Finnøy, Finnås, Finsland, Fjaler, Fjelberg, Fjell, Fjotland, Flakstad, Flesberg, Folden, Fosnes, Frei, Frogn, Fron, Frosta, Fyresdal, Førde, Fåberg, Gaular, Gausdal, Gildeskål, Gjerdrum, Gjerpen, Gjerstad, Gjesdal, Glemmen, Gloppen, Gol, Gran, Granvin, Grong, Grue, Grytten, Gulen, Gyland, Hadsel, Hafslo, Halsa, Halse og Harkmark, Hamarøy, Hamre, Haram, Haus), Heddal, Hedrum, Helleland, Hemne, Herad, Herefoss, Herøy, Heskestad, Hetland, Hitra, Hjartdal, Hjelmeland, Hjørundfjord, Hobøl, Hof (Hedmarkban), Hof (Vestfoldban), Hole, Holla, Holt, Holtålen, Holum, Hornnes og Iveland, Hosanger, Hurdal, Hurum, Hvaler, Hægebostad, Høland, Høyland, Hå, Håland, Ibestad, Idd, Inderøy, Innvik, Jelsa, Jeløy, Jevnaker, Jostedal, Jølster, Karlsøy, Kinn, Kinsarvik, Klepp, Klæbu, Kolvereid, Kråkstad, Kvam, Kvernes, Kvikne, Kvinesdal, Kvinnherad, Kviteseid, Kvæfjord, Land, Landvik, Lardal, Lavik, Lebesby, Leikanger, Leinstrand, Leksvik, Lenvik, Lesja, Lier, Lindås, Lista, Lom, Loppa, Lund, Lurøy, Luster, Lyngdal, Lyngen, Lærdal, Lødingen, Løten, Lårdal, Manger, Meldal, Melhus, Mo, Modum, Måsøy, Namdalseid, Nannestad, Nedstrand, Nes (Akershusban), Nes (Buskerudban), Nes (Hedmarkban), Nes og Hidra, Nesna, Nesodden, Nesset, Nissedal, Nittedal, Nord-Aurdal, Nordbindalen (lásd Bindal), Nord-Odal, Norddal, Norderhov, Nærøy, Nøtterøy, Oddernes, Ofoten, Onsøy, Oppdal, Orkdal, Os, Overhalla, Porsanger, Rakkestad, Ramnes, Rana község, Rendalen, Rennesøy, Ringebu, Ringsaker, Rollag, Romedal, Rygge, Rødenes, Rødøy, Røldal, Røyken, Råde, Saltdal, Sandar, Sande, Sandsvær, Sannidal, Sauherad, Selbu, Selje, Seljord, Sem, Sigdal, Siljan, Skedsmo, Skiptvet, Skjeberg, Skjerstad, Skjervøy, Skjold, Skoger, Skogn, Skudenes, Skånevik, Slidre, Snåsa, Sogndal, Solum, Sparbu, Spydeberg, Stadsbygd, Stange, Stangvik, Steigen, Stjørdal, Stod, Stokke, Stor-Elvdal, Stord, Strand, Stranda, Strandebarm, Strinda, Strømm, Strømsgodset, Støren, Suldal, Sund, Sunndal, Sunnylven, Surnadal, Sævik, Søgne, Søndeled, Sør-Aurdal, Sørbindalen (see Bindal), Sør-Odal, Sørum, Time, Tingvoll, Tinn, Tjølling, Tjøme, Tolga, Torvastad, Tranøy, Tromsøysund, Trondenes, Trysil, Trøgstad, Tune, Tveit, Tynset, Tysnes, Ullensaker, Ulstein, Valle, Vang (Hedmarkban), Vang (Opplandban), Vanylven, Vardal, Vefsn, Vega, Vegårshei, Verdal, Vestnes, Vestre Moland, Vestre Toten, Vevring, Veøy, Vik, Vikedal, Vinger, Vinje, Volda, Voss, Værøy, Vågan, Vågå, Våle, Våler, Ytterøy, Øksnes, Øre, Ørland, Ørskog, Østre Toten, Øvrebø, Øyer, Øyestad, Øyslebø og Laudal, Åfjord, Ål, Åmli, Åmot, Årstad, Ås, Åsen, Åseral.